# NGC 5199
NGC 5199 este o galaxie eliptică situată în constelația Câinii de Vânătoare. A fost descoperită în 12 mai 1787 de către William Herschel. Se află la o distanță de 104,7 megaparseci de Pământ.